# Куниц, Мария
Мария Куниц (Maria, варианты написания фамилии: Cunitz, Cunitia, Cunicia, Cunitzin, Kunic, Cunitiae, Kunicia, Kunicka; родилась в 1610 году в Волуве, Силезия — умерла 22 августа 1664 года в Бычине, Силезия) — выдающаяся силезская учёная-астроном и одна из самых известных женщин-астрономов Нового времени. Она является автором книги Urania propitia, в которой приводит новые таблицы, эфемериды и более элегантное решение проблемы Кеплера. В честь неё назван кратер на Венере и малая планета 12624 Mariacunitia.

## Жизнь
Мария родилась в Волуве, в Священной Римской империи, и была старшей дочерью доктора Генриха (Heinrich) Куница, иммигрировавшего балтийского немца, врача и землевладельца, прожившего большую часть жизни в Свиднице, и Марии Шольц (Scholtz) из Легницы, дочери немецкого ученого Антона фон Шольц (1560—1622), математика и советника князя Йоахима Фридриха Лигнице. Семья в конце концов переехала в Свидницу в Нижней Силезии (ныне Польша). В ранние годы, в 1623 году, Мария вышла замуж за адвоката Дэвида фон Герстманна (Gerstmann). После его смерти в 1626 году она в 1630 году вышла замуж за доктора Элиаса фон Лёвена (Elias von Löwen), который также был родом из Силезии. У Элиаса и Марии было три сына: Элиас Теодор, Антон Генрих и Франц Людвиг (Elias Theodor, Anton Heinrich, Franz Ludwig).
Наиболее значительную свою работу Мария написала в цистерцианском монастыре в Лубне, рядом с Калишем, где они с мужем нашли убежище на момент начала Тридцатилетней войны (они были протестантами, а её братья и сёстры, оставшиеся в Силезии, перешли в католицизм). После возвращения четы в Силезию они в 1650 году опубликовали книгу Марии за свой счёт. Работа была посвящена императору Священной Римской империи Фердинанду III. В 1655 году ужасный пожар уничтожил их научные работы, а также инструменты и химические вещества, используемые для изготовления лекарственных средств. Это подорвало доход семьи. Мария стала вдовой в 1661 году, а умерла в Пицзене (ныне Бычина) в 1664 году.
Год рождения Марии несколько туманен. Не известно документов ни о рождении, ни о крещении, ни о чём-либо подобном. В первой крупной немецкоязычной публикации о Марии 1798 года были размышления на этот счёт. Доктор Пол Кнётель (Paul Knötel), по-видимому, был первым, кто определил годом рождения Марии 1604 год. Эта идея имеет смысл, так как родители Марии женились в предшествующий год. Другие авторы также повторяли именно этот год. Доказательством того, что Мария на самом деле родилась в 1610 году, является сборник стихов с поздравлениями с её первой свадьбы, в сочетании с письмом Элиаса Леонибуса (Elias A Leonibus) к Яну Гевелию 1651 года, найденные недавно[уточнить] доктором Ингрид Гунхеродт (Ingrid Guentherodt).

## Достоинства
Издание книги Urania propitia (OLSE, Силезия, 1650) принесло Куниц известность в Европе. Она была признана самой учёной женщиной в астрономии, такой, как Гипатия из Александрии. Её книга была написана и на латыни, и на немецком, что было важно для технических публикаций того периода, так как повышалась доступность работы. Книга являлась упрощением Рудольфинских таблиц, что дало новые таблицы, новые эфемериды и более элегантное решение проблемы Кеплера, заключающейся в определении положения планет на орбите как функции времени. Сегодня также признан вклад книги в развитие немецкого научного языка.
Благодаря талантам и достижениям Куниц называли «Силезской Палладой». В книге 1727 года Educated Silesian Women and Female Poets Йохан Каспар писал:
(Мария) Куниц или Куницын была дочерью известного Херника Куниция. Она была хорошо образованной женщиной, королевой среди силезских женщин. Она была в состоянии разговаривать на семи языках — немецком, итальянском, французском, польском, латинском, греческом и иврите, была опытным музыкантом и художником. Она была посвящённым астрологом и особенно наслаждалась астрономическими задачами.